# Gara Turceni
Gara Turceni este o gară care deservește orașul Turceni, județul Gorj, România.